# Amblyraja jenseni
Amblyraja jenseni es una especie de pez de la familia de los Rajidae en el orden de los Rajiformes.

## Morfología
Los machos pueden llegar a alcanzar los 74,3 cm de longitud total y las hembras 85.

## Reproducción
Es ovíparo.

## Hábitat
Es un pez marino de aguas profundas, que vive entre 366 y 2295 m de profundidad.

## Distribución geográfica
Se encuentra en el océano Atlántico occidental (desde Nueva Escocia (Canadá) hasta el sur de Nueva Inglaterra (Estados Unidos) y el Atlántico oriental (Islandia).

## Observaciones
Es inofensivo para los humanos. 